# Omphalodipara splendida
Omphalodipara splendida is een vliesvleugelig insect uit de familie Pteromalidae. De wetenschappelijke naam is voor het eerst geldig gepubliceerd in 1923 door Girault.